# Borj (ort i Khorasan)
Borj (persiska: Borj-e Zeydānlū, برج) är en ort i Iran.   Den ligger i provinsen Khorasan, i den nordöstra delen av landet, 600 km öster om huvudstaden Teheran. Borj ligger 1 241 meter över havet och antalet invånare är 442.
Terrängen runt Borj är platt åt sydväst, men åt nordost är den kuperad. Runt Borj är det ganska glesbefolkat, med 38 invånare per kvadratkilometer. Närmaste större samhälle är Qūchān, 17,7 km sydost om Borj. Trakten runt Borj består till största delen av jordbruksmark.